# 施瓦茨山 (伯尔尼山)
46°41′10.7″N 8°04′32.4″E / 46.686306°N 8.075667°E

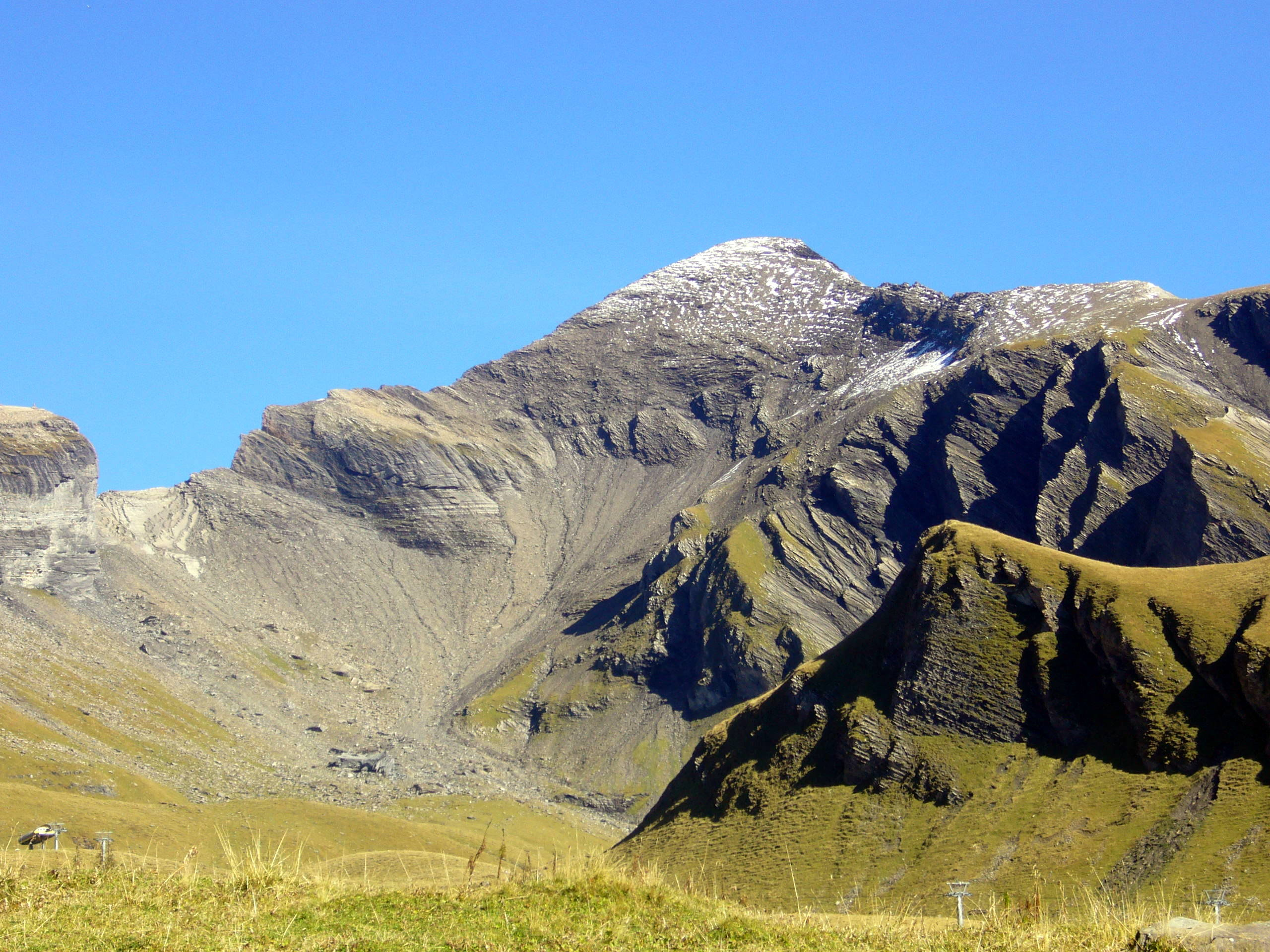

施瓦茨山（德語：Schwarzhorn）是瑞士伯恩州的山峰，位於該國南部，屬於伯尔尼山的一部分，海拔高度2,928米，每年平均降雨量2,465毫米。

## 外部連結
- . jo-albis.ch.   [2010-07-11]. （原始内容存档于2011-07-06）.
- Schwarzhorn on Hikr （页面存档备份，存于）